# اوکامیسم

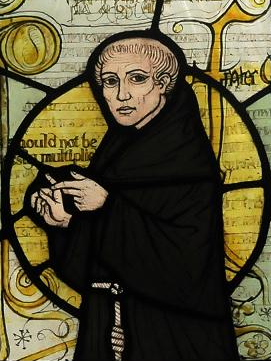
ویلیام اکام، اپونیمِ اوکامیسم

اوکامیسم (به انگلیسی: Occamism یا Ockhamism)، عبارت از تعلیمات فلسفی و الهیات است که توسط ویلیام اوکام (بین ۱۲۸۵ تا ۱۳۴۷ میلادی) و پیروانش توسعه یافته و در قرن چهاردهم میلادی به‌طور گسترده رواج داشته است.
تفاوت میان اوکامیزم و سایر مکاتب مدرسی در دو نکته اساسی بود: اول اوکامیزم به این موضع خود استدلال قوی می‌نمود که تنها افراد وجود دارند، نه ابر-افراد مربوط به کلی‌های متافیزیکی، جوهرها یا مُثل‌ها و این که کلی‌ها، محصولاتی از تجرید افراد توسط ذهن انسان‌ها بوده و هیچگونه وجود خارج ذهنی ندارند. دوم: اوکامیزم موجودیت واقعی کلی‌های متافیزیکی را رد نموده و تقلیل هستی‌شناسی را ترویج نمود.

## محتوا و روش
اوکامیزم، متافیزیک و فیزیک ارسطویی را زیر سؤال برد. به ویژه روی این امر پافشاری می‌نمود که تنها واقعیتِ در دسترس دانش افراد را می‌توان شهود کرد. کلی که تنها در ذهن وجود دارد، هیچ متناظری در واقعیت ندارد و صرفاً نشانه‌هایی هستند که کثرت افراد را نمادسازی می‌کنند. یک انسان بر مبنای تجربه حرکت می‌کند و آنها را عمومی سازی می‌کند، یک انسان دیگر ساختار هستی را تصور می‌کند و به آنها نام می‌دهد؛ بنابراین مهم است تا ساختارهای منطقی گفتمان و زبان را تجدید نموده و علائم را از چیزهای موجه تفکیک نمود. نیکولاس اتریکورت، نظریه‌پرداز اوکامیزم، مفهوم علت و ماده را نقد نموده و علوم را به دانش بی‌واسطه و شهودی تقلیل می‌دهد.
نظریه پردازان اوکامیزم با استفاده از روش نومینالیستی، الهیات را از بنیان‌های ارسطویی جدا ساخته و موجب می‌گردند که هرگونه امکان ارائه‌شان به عنوان علم غیرممکن شده و اعتماد به قدرت استدلالی که برای مظاهر وجود خدا و ابدی بودن روح اعمال می‌گردد را کاهش می‌دهند. آنها قدرت مطلق خداوند که محتمل الوقوع بودن مخلوقات و قانون طبیعت را تشریح می‌کند را پشتیبانی می‌کنند. همچنین، قدرت مطلق الهی می‌تواند حالتی را شامل شود که در آن، خدا قادر است شیئی را دربر گیرد که وجود ندارد: انتظار وجود «خدای فریبنده»، الگویی است که توسط دکارت برای حل قطعیتِ «می‌اندیشم پس هستم» بکار برده شده‌است.
اوکامیزم در دوره زمانی قرون چهاردهم تا هفدهم میلادی تأثیرات گستردهٔ داشته و باعث اضمحلال تدریجی ارسطوگری مدرسی شده‌است.